# Kathedraal van Quimper

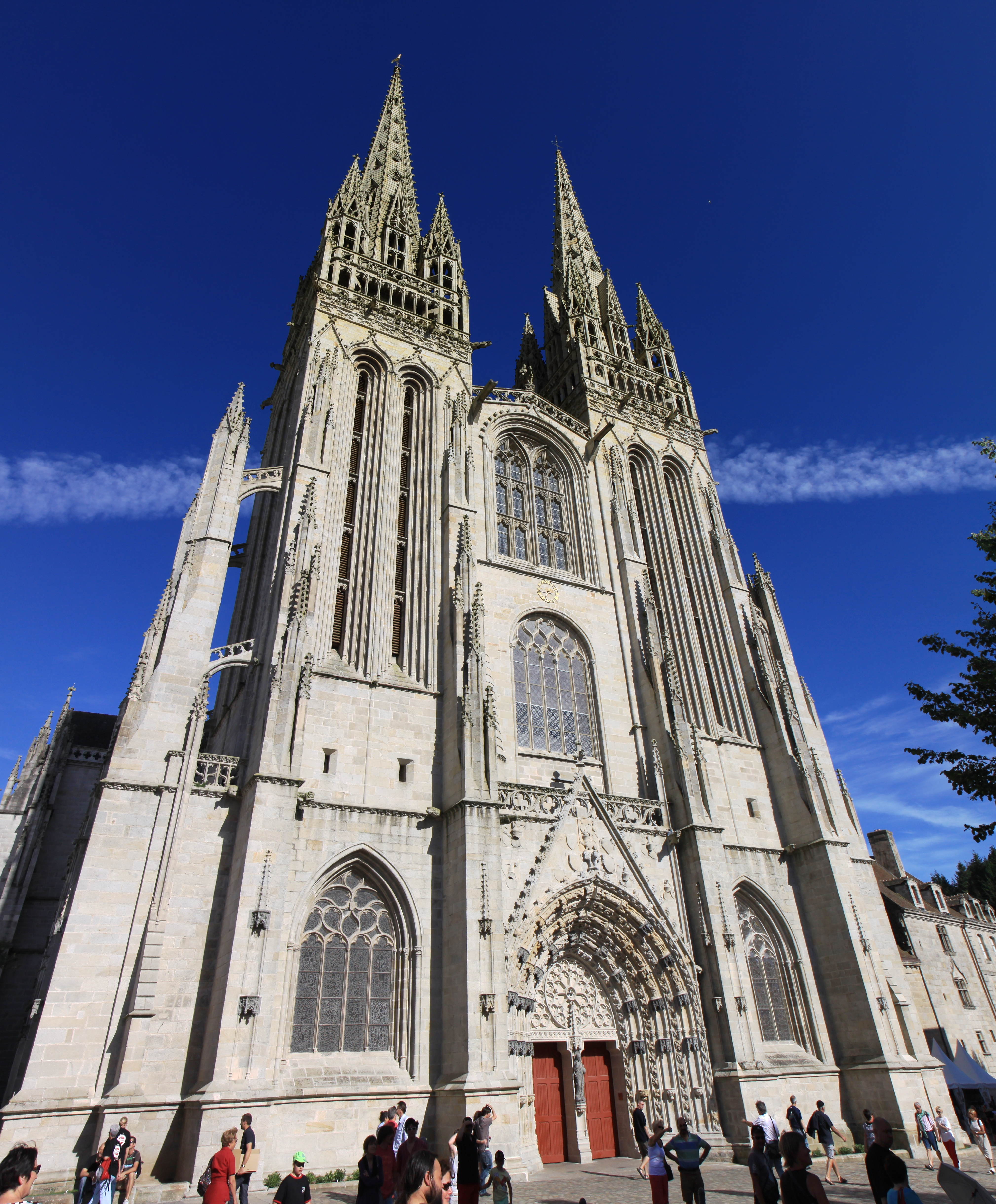
De Cathédrale Saint-Corentin van Quimper

De Kathedraal van Quimper (in het Frans voluit: Cathédrale Saint-Corentin de Quimper) is het belangrijkste religieuze gebouw van de Franse stad Quimper. De torens van de kathedraal zijn 75 meter hoog. De kathedraal is gewijd aan de heilige Corentin, de eerste bisschop van Quimper. De kerk is de zetel van het bisdom Quimper (en Léon).
De kathedraal werd gebouwd op de linkeroever van de Steïr, waar voordien al een romaanse kerk stond. De bouw van de kathedraal werd in de 13e eeuw aangevat en in de 15e eeuw afgewerkt, in gotische stijl. Bisschop Bertrand de Rosmadec (1417-1444) was de belangrijkste bouwheer. Hij startte de bouw van het schip en het westelijk portaal van de kathedraal met de bijhorende torens. Hij liet ook het grootste deel van het transept bouwen. Daarnaast liet hij de sacristie en de bibliotheek van de kathedraal optrekken. Hij schonk ook twee orgels aan de kathedraal en stichtte een kathedraalkoor.
Het bouwwerk werd als onroerend erfgoed beschermd en kreeg in 1862 de status van Frans geklasseerd monument historique. Tussen 1988 en 2008 werd de kathedraal grondig gerestaureerd.
Aix · Albi · Amiens · Auch · Auxerre · Bayeux · Bayonne · Beauvais · Béziers · Bordeaux · Bourges · Carcassonne · Châlons · Chartres · Clermont-Ferrand · Dijon · Évreux · Laon · Le Mans · Limoges · Lisieux · Lyon · Meaux · Metz · Nantes · Narbonne · Nevers · Orléans · Parijs · Poitiers · Quimper · Reims · Rodez · Rouen · Sées · Sens · Soissons · Straatsburg · Toul · Toulouse · Tours · Troyes